# Alavere (Jõgeva)
Alavere – wieś w Estonii, w prowincji Jõgeva, w gminie Jõgeva.

## Historia
Wieś wzmiankowana po raz pierwszy w 1599 roku jako Atawer.

## Populacja
Źródło: